# Anton Scharer

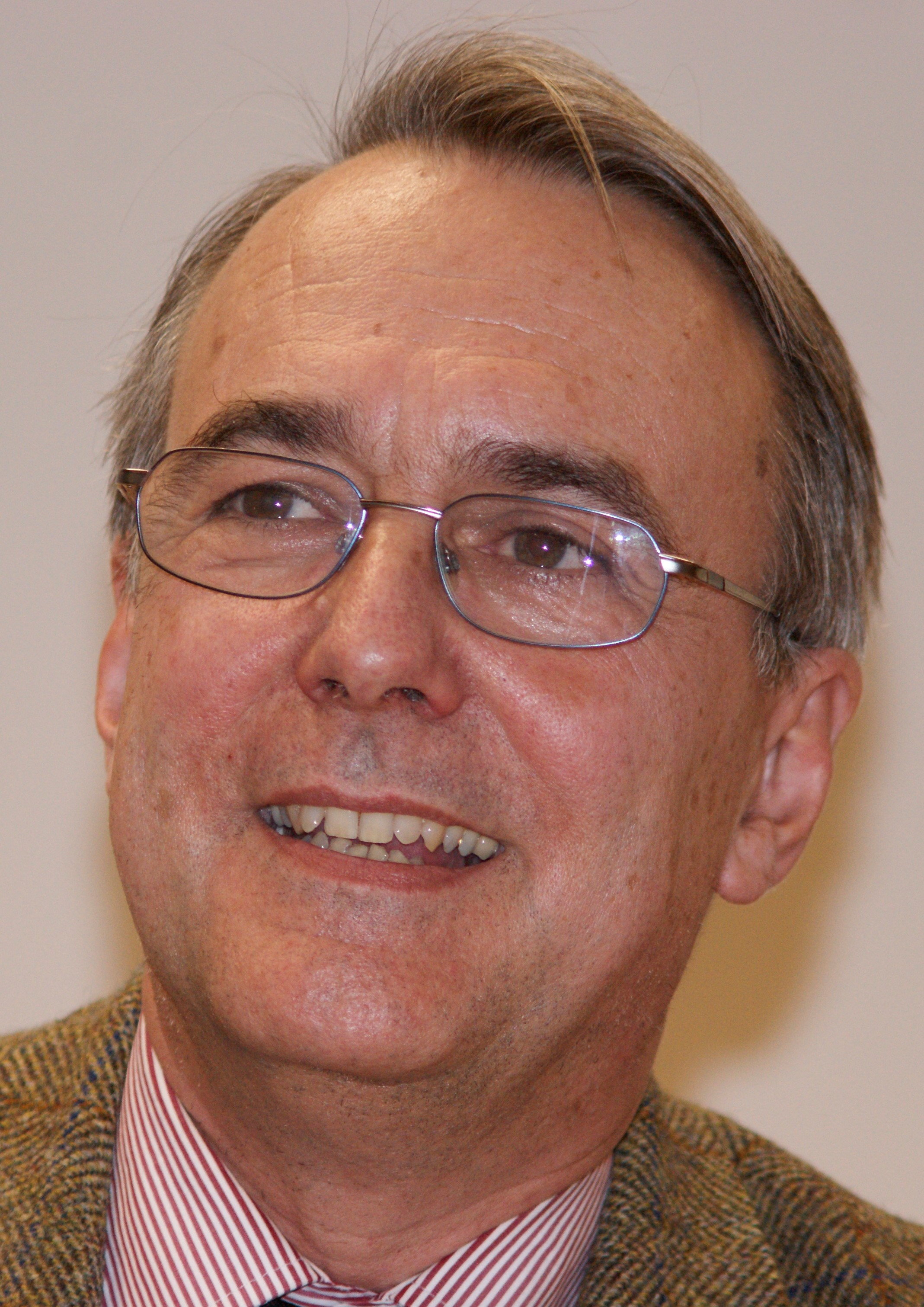
Anton Scharer, aufgenommen 2012 von Werner Maleczek

Anton Scharer (* 8. März 1954 in Wien) ist ein österreichischer Historiker. Er ist außerordentlicher Universitätsprofessor für mittelalterliche Geschichte am Institut für Geschichte der Universität Wien.
Scharer besuchte zwischen 1960 und 1972 die Volksschule und das Gymnasium in Wien und legte 1972 die Matura ab. Er begann 1972 ein Studium der Geschichte und Anglistik an der Universität Wien und schloss sein Geschichtsstudium im Juli 1978 mit der Promotion zum Doktor der Philosophie ab.
Zwischen Jänner 1977 und Juli 1978 arbeitete er als Studienassistent und war danach von Juli bis August 1978 Vertragsassistent. Er wurde schließlich Universitätsassistent am Institut für Geschichte der Universität Wien bzw. am Institut für Österreichische Geschichtsforschung und habilitierte sich am 29. Jänner 1999 für die Geschichte des Mittelalters und Historische Hilfswissenschaften. Mit 1. März desselben Jahres wurde er außerordentlicher Universitätsprofessor.
Im Jahr 1984 erhielt er den Böhlau-Preis der Österreichischen Akademie der Wissenschaften und war 1987/88 und 2004 Visiting Fellow am All Souls College in Oxford. Seine Forschungsschwerpunkte liegen in den Bereichen (Früh-)Mittelalter, Geschichte Englands und der Diplomatik.
Anton Scharer hat seit 1977 gemeinsam mit Georg Scheibelreiter die redaktionelle Betreuung der Mitteilungen des Instituts für Österreichische Geschichtsforschung (MIÖG) inne. Neben seinen Zeitschriftenartikeln und Monographien veröffentlichte er auch Beiträge im Reallexikon der Germanischen Altertumskunde.

## Schriften
- Die angelsächsischs Königsurkunde im 7. und 8. Jahrhundert (Veröffentlichungen des Instituts für Österreichische Geschichtsforschung 26). Wien, Böhlau 1982
- Intitulatio III. Lateinische Herrschertitel und Herrschertitulaturen vom 7. bis zum 13. Jahrhundert (MIÖG Erg.-Bd. 29, 1988, Herausgeber gemeinsam mit Herwig Wolfram)
- Historiographie im frühen Mittelalter (Veröffentlichungen des Instituts für Österreichische Geschichtsforschung 32). Wien 1994 (Herausgeber gemeinsam mit Georg Scheibelreiter)
- Herrschaft und Repräsentation. Studien zur Hofkultur König Alfreds des Großen (MIÖG Erg.-Bd. 36, ). Wien, München 2000
- Changing perspectives on England and the continent in the early Middle Ages. Aldershot [u. a.] 2014